# ハンス・ペテルソン (海洋学者)
ハンス・ペテルソン（Hans Petterson、1888年8月26日 - 1966年1月26日）はスウェーデンの海洋学者。父はオットー・ペテルソン。

## 経歴
1888年にスウェーデンのヴェストラ・イェータランド県 Forshälla församling で出生。父と同じウプサラ大学を卒業し、1930年にヨーテボリ大学の海洋学の教授に就任。1938年にはKnut and Alice Wallenberg Foundation の助成金支援を受け、ヨーテボリに海洋研究所を設立し1958年までは同所所長を務めた。1939年には同大学海洋研究所所長に就任した。
1949年には、海洋調査など海洋学への貢献に対して、イギリスの王立地理学会から金メダル（パトロンズ・メダル）を受賞した
1966年に死去。